# سیارک ۱۴۸۶۰۴
سیارک ۱۴۸۶۰۴ (به انگلیسی: 148604 Shobbrook، نامگذاری:2001RO63) صد و چهل و هشت هزار و ششصد و چهارمین سیارک کشف شده‌است که در ۱۱ سپتامبر ۲۰۰۱ کشف شد.